# Damien Derobert
Damien Derobert, né le 9 mai 1981 à Bayeux, est un duathlète français, quintuple champion de France de 2007 à 2011 et vice-champion du monde 2009.

## Biographie

### Jeunesse
Né le 9 mai 1981 à Bayeux, Damien Derobert est plongé dans le sport dès son enfance, avec l'athlétisme, et plus spécialement le demi-fond et le cross-country. Durant son enfance et son adolescence, il rejoint plusieurs clubs de la ville de Bayeux, avant de partir pour Caen à 13 ans, et de courir pour l'AS Police Municipale, l’US Cheminots Caennais et le Club Athlétique Caennais. Dans les années 2000, il participe à de nombreuses compétitions régionales et nationales de cross-country, étant même sacré champion de France de course en montagne chez les juniors en 2000.
En parallèle de ses activités sportives, il obtient plusieurs diplômes (BEP en maintenance des systèmes mécaniques automatisés, brevet d'animateur et de moniteur régional d'athlétisme, BPJEPS, etc.).

### Carrière professionnelle
De 2003 à 2010, Damien Derobert est un militaire au 7e bataillon de chasseur alpins de Bourg-Saint-Maurice, et bénéficie d'un statut de sportif de haut niveau pour participer à ses compétitions sportives,.
En 2006, Damien Derobert rejoint l'ESM Gonfreville-l'Orcher, club de duathlon, discipline mélangeant la course à pied et le cyclisme. Pour sa première compétition internationale, Damien Derobert termine sixième des championnats d'Europe, derrière ses coéquipiers de club. Champion de France militaire 2007, il est sacré champion de France chez les seniors pour la première fois la même année. Il réédite cette performance la saison suivante. L'année 2009 représente l'année la plus accomplie de Damien Derobert, selon lui : en plus d'un troisième titre de champion de France, il termine premier du classement de la Coupe du monde et est sacré vice-champion du monde,. En 2010, il domine une nouvelle fois le championnat national, et égale Nicolas Lebrun et Anthony Le Duey. En 2011, il devient le duathlète le plus sacré aux championnats de France avec son cinquième et dernier titre consécutif.

### Reconversion
En 2012, Damien Derobert entame sa reconversion, tout en continuant quelque peu ses activités sportives. Il ouvre un showroom pour Ekoï, son partenaire depuis ses débuts en 2006. Pompier volontaire depuis 2005, il passe le concours pour devenir pompier professionnel en 2012, avec succès.

## Palmarès
Le tableau présente les résultats les plus significatifs (podium) obtenus sur le circuit international de duathlon depuis 2006.
| Année | Compétition                                     | Pays       | Position           | Temps           |
| ----- | ----------------------------------------------- | ---------- | ------------------ | --------------- |
| 2017  | Championnat de France                           | France     | Médaille de bronze | Timing          |
| 2016  | Championnat de France                           | France     | Médaille de bronze | 1 h 20 min 19 s |
| 2011  | Championnat de France                           | France     | Médaille d'or      | 1 h 31 min 10 s |
| 2010  | Championnat de France                           | France     | Médaille d'or      | Timing          |
| 2009  | Championnats du monde                           | États-Unis | Médaille d'argent  | 1 h 49 min 3 s  |
| 2009  | Championnat de France                           | France     | Médaille d'or      | Timing          |
| 2009  | Championnats d'Europe par équipes               | Europe     | Médaille d'argent  | Timing          |
| 2008  | Championnat de France                           | France     | Médaille d'or      | Timing          |
| 2008  | Championnats du monde par équipes               | Italie     | Médaille d'argent  | Timing          |
| 2008  | Championnats d'Europe par équipes               | Europe     | Médaille d'or      | Timing          |
| 2007  | Championnat de France                           | France     | Médaille d'or      | Timing          |
| 2006  | Championnats d'Europe par équipes               | Europe     | Médaille d'or      | Timing          |
| 2006  | Championnats de France par équipes avec l'ESMGO | France     | Médaille d'or      | Timing          |